# 密陀絵
密陀絵（みつだえ）は、日本の油彩絵画技法の一つ。あるいは漆器や陶磁器の上絵装飾技法の一種。また、その技法で製作された絵や装飾のこと。

## 概要
江戸時代には、漆器の上絵装飾技法として油絵、あぶらゑと呼び、駿府が名産地として知られた。顔料を練る乾性油（主に荏油）に、乾燥促進剤として鉛の酸化物密陀僧を加えて用いたのでこう呼ばれた。明治時代初期には、『工芸志料』の中で、法隆寺や正倉院などに伝世する7〜8世紀の漆器・木器に施された油彩絵画や油彩装飾を密陀絵と呼び、これ以降、主に古美術や仏教美術の世界で、古代の油彩装飾絵画やその技法を密陀絵というようになった。これらは奈良時代に隋・唐時代の中国大陸から伝来した技術によって平安時代初期頃までに制作されたものである。白色、淡色など色漆だけでは出し難い色彩表現や、強い光沢など、多彩な装飾表現が可能である。伝世品の場合、実際に密陀僧を用いているかどうかに拘わらず、乾性油を絵の具に用いた絵画を密陀絵と呼ぶことがある。7世紀に書かれた晋書で「油画」と表記されている油彩装飾技法は奈良時代の密陀絵と同じものと思われる。

### 油画（ゆうが）
顔料を乾性油で練った古代の油彩技法の一種。法隆寺の玉虫厨子扉板絵、橘夫人厨子などに残る。

### 油色（ゆうしょく）
膠と顔料を混ぜて描き、その上に乾性油を塗り光沢を出す。正倉院宝物などに残る。